# Liero
Liero ist ein Computerspiel für DOS. Es wurde 1999 durch den finnischen Programmierer Joosa Riekkinen geschaffen. Das Spiel wird oft beschrieben als Echtzeit-Version von Worms oder auch als 2D-Version von Quake.

## Spielprinzip
In dem Spiel bekämpfen sich zwei Würmer in einer unterirdischen Landschaft aus Erde und Steinen. Jeder Wurm verfügt über eine frei wählbare Waffenpalette, mit der er versucht, seinen Gegner zu töten. Durch die von Kanonen, Minen, MG, Granaten etc. herbeigeführten Explosionen wird die Erde mit der Zeit „erodiert“, bis schließlich nur noch Steine vorhanden sind. Durch den Einsatz des „Ninja Rope“ kann man sich während des Gefechts von Stein zu Stein schwingen um in eine strategisch bessere Position zu gelangen oder um den feindlichen Angriffen auszuweichen. Durch das Einsammeln von Munitionskisten kann der Spieler während des Kampfes zu neuen Waffen oder Erste-Hilfe-Paketen kommen. Ein Wurm stirbt, wenn der Gegner ihn so oft getroffen hat, dass der seine komplette „Lebensenergie“ verbraucht hat. Gewonnen hat der Spieler, der seinen Kontrahenten so oft umbringt, wie zuvor festgelegt.

## Modifikationen
Mithilfe diverser Programme wie LieroKit (Waffeneditor) und Wormhole (Leveleditor) kann man auf sehr einfache Weise das Spiel weitgehend verändern. Auf diese Weise sind seit Veröffentlichung des Spiels weit über 100 Total Conversions entstanden.
Es existieren zahlreiche Liero-Klone für Linux, Windows und Mac OS X, zum Beispiel Liero Xtreme, Gusanos, Wurmz, NiL und OpenLieroX.